# Simbabwische Cricket-Nationalmannschaft in Bangladesch in der Saison 2008/09
Die Tour der simbabwischen Cricket-Nationalmannschaft nach Bangladesch in der Saison 2008/09 fand vom 6. bis zum 23. Januar 2009 statt. Die internationale Cricket-Tour war Teil der internationalen Cricket-Saison 2008/09 und umfasste drei ODIs. Bangladesch gewann die Serie 2-1.

## Vorgeschichte
Beide Teams bestritten zuvor ein Dreinationenturnier. Das letzte Aufeinandertreffen der beiden Mannschaften bei einer Tour fand in der Saison 2006/07 in Simbabwe statt.

## Stadion
Für die Tour wurde das folgende Stadion als Austragungsort vorgesehen und vom 18. November 2008 bekanntgegeben.
| Stadion                                | Stadt | Kapazität | Spiele      |
| -------------------------------------- | ----- | --------- | ----------- |
| Sher-e-Bangla National Cricket Stadium | Dhaka | 26.000    | 1. – 3. ODI |

## Kader
Simbabwe benannte seinen Kader am 19. Dezember 2008.
Bangladesch benannte seinen Kader am 7. Januar 2009.
| ODI | ODI |
| Bangladesch | Simbabwe |
| --- | --- |
| - Mohammad Ashraful (K) - Enamul Haque - Junaid Siddique - Mahbubul Alam - Mahmudullah - Mehrab Hossain - Mushfiqur Rahim (wk) - Naeem Islam - Nazmul Hossain - Raqibul Hasan - Rubel Hossain - Shakib Al Hasan - Tamim Iqbal | - Prosper Utseya (K) - Elton Chigumbura - Graeme Cremer - Keith Dabengwa - Hamilton Masakadza - Stuart Matsikenyeri - Chris Mpofu - Tawanda Mupariwa - Forster Mutizwa (wk) - Ray Price - Ed Rainsford - Vusi Sibanda - Tatenda Taibu (wk) - Malcolm Waller - Sean Williams |

## Tour Match
| 6. – 8. Januar Scorecard | Bogra | Zimbabweans 89 (21.3) & 273 (65.2) | – | Bangladesh Cricket Board Academy 59 (23.4) & 108 (43.3) |
|                          |       | Zimbabweans gewinnt mit 195 Runs   |   |                                                         |

## One-Day Internationals in Dhaka

### Erstes ODI
| 19. Januar Scorecard | Dhaka | Bangladesch 124 (48.1)         | – | Simbabwe 127-8 (49.2) |
|                      |       | Simbabwe gewinnt mit 2 Wickets |   |                       |

### Zweites ODI
| 21. Januar Scorecard | Dhaka | Simbabwe 160-9 (50)               | – | Bangladesch 164-4 (44.5) |
|                      |       | Bangladesch gewinnt mit 6 Wickets |   |                          |

### Drittes ODI
| 23. Januar Scorecard | Dhaka | Simbabwe 119-9 (37/37)            | – | Bangladesch 121-4 (32.3/37) |
|                      |       | Bangladesch gewinnt mit 6 Wickets |   |                             |

## Statistiken
Die folgenden Cricketstatistiken wurden bei dieser Tour erzielt.
| ODIs                 | ODIs        | ODIs    | ODIs    | ODIs    | ODIs    | ODIs    | ODIs    | ODIs    |
| Batting              | Batting     | Batting | Batting | Batting | Batting | Batting | Batting | Batting |
| Spieler              | Mannschaft  | Spiele  | Innings | Runs    | Average | HS      | 100s    | 50s     |
| -------------------- | ----------- | ------- | ------- | ------- | ------- | ------- | ------- | ------- |
| Sean Williams        | Simbabwe    | 3       | 3       | 105     | 35,00   | 59      | 0       | 1       |
| Raqibul Hasan        | Bangladesch | 3       | 3       | 94      | 47,00   | 52*     | 0       | 1       |
| Shakib Al Hasan      | Bangladesch | 3       | 3       | 70      | 35,00   | 33*     | 0       | 0       |
| Tamim Iqbal          | Bangladesch | 3       | 3       | 68      | 22,66   | 34      | 0       | 0       |
| Prosper Utseya       | Simbabwe    | 3       | 3       | 65      | 21,66   | 38      | 0       | 0       |
| Bowling              |             |         |         |         |         |         |         |         |
| Spieler              | Mannschaft  | Spiele  | Overs   | Wickets | Average | BBI     | 5W      | 10W     |
| Mashrafe Mortaza     | Bangladesch | 3       | 28      | 8       | 8,62    | 3/21    | 0       | 0       |
| Ray Price            | Simbabwe    | 3       | 27      | 7       | 7,28    | 4/22    | 0       | 0       |
| Shakib Al Hasan      | Bangladesch | 3       | 28      | 6       | 8,33    | 3/11    | 0       | 0       |
| Rubel Hossain        | Bangladesch | 3       | 19      | 4       | 16,50   | 2/29    | 0       | 0       |
| Keith Dabengwa       | Simbabwe    | 2       | 7.1     | 3       | 7,66    | 3/15    | 0       | 0       |
| Mohammad Mahmudullah | Bangladesch | 3       | 16      | 3       | 12,66   | 2/19    | 0       | 0       |
| Nazmul Hossain       | Bangladesch | 3       | 24.2    | 3       | 29,33   | 3/28    | 0       | 0       |

## Player of the Series
Als Player of the Series wurden die folgenden Spieler ausgezeichnet.
| Serie | Player of the Series |
| ----- | -------------------- |
| ODI   | Shakib Al Hasan      |

### Player of the Match
Als Player of the Match wurden die folgenden Spieler ausgezeichnet.
| Spiel  | Player of the Match |
| ------ | ------------------- |
| 1. ODI | Ray Price           |
| 2. ODI | Raqibul Hasan       |
| 3. ODI | Mashrafe Mortaza    |